# Lázár György (tábornok)
Gróf záárhegyi Lázár György (Szárhegy, Erdély, 1807. március 31. — Mezőerked, 1861. április 24.) magyar honvédtábornok. 1849. január 1-én visszament az osztrák császári csapatokhoz.

## Családja
Édesanyja Klein Anna (1781-1856), felesége, a római katolikus nemesi származású brotzkai Móga Eleonóra (1812-1892), brotzkai Móga János (1784–1861) császári és királyi altábornagy, az 1848-49 évi szabadságharc első szakaszában a magyar hadsereg fővezérének a lánya, akivel 1833. november 21-én kötött házasságot.

## Katonai pályája 1850-ig
Az osztrák császári hadseregben főszázados volt a 33. gyalogezredben. 1848. június 8-tól őrnagy, az I. honvédzászlóalj parancsnoka. 1848. szeptember 23-tól alezredes. Részt vett a Jelačić elleni harcokban. 1848. októberében ezredessé léptették elő, október végén tábornoki rangban a feldunai hadtest tartalék hadosztályának parancsnoka.
1849. január 1-én Pesten jelentkezett Windisch-Grätz hercegnél. Hadbíróság elé állították, megfosztották rangjától, kötél általi halálra ítélték, majd azt 10 évi várfogságra mérsékelték. Kufstein várába vitték, 1850 augusztusában kegyelmet kapott. Szabadulása után visszavonult a közélettől, gazdálkodással foglalkozott.